# Stazione di Sant'Anna di Chioggia
La stazione di Sant'Anna di Chioggia è una fermata ferroviaria posta sulla linea Rovigo-Chioggia. Serve il centro abitato di Sant'Anna, frazione del comune di Chioggia.

## Storia
L'impianto venne attivato il 16 agosto 1908 con la qualifica di casa cantoniera abilitata al servizio viaggiatori.